# Arthur Benda
Arthur Benda (23 mars 1885, à Berlin - 7 septembre 1969, à Vienne) est un photographe allemand. De 1907 à 1938, il travaille dans le studio photo d'Ora à Vienne, à partir de 1921 en tant qu'associé de Dora Kallmus et à partir de 1927 sous le nom d'Ora-Benda en tant que propriétaire unique.

## Biographie
Arthur Benda est apprenti chez le photographe Nicola Perscheid de 1899 à 1902 et apprend les techniques de la photographie couleur

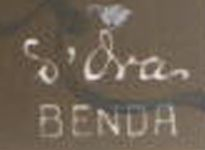
Signature sur une photo d'Ora Benda

En 1906, Arthur Benda rencontre la photographe Dora Kallmus. L'Atelier d'Ora est spécialisé dans la photographie de portrait et de mode. Kallmus et Benda se font vite un nom et fournissent rapidement les magazines les plus importants[source secondaire souhaitée]. 
En 1927, Arthur Benda reprend l'atelier de Dora Kallmus, qui dirigeait un deuxième atelier à Paris depuis 1925, et le poursuit sous le nom d'Ora-Benda avec sa femme Hanny Mittler. En plus des portraits, il photographie surtout des nus qui font connaître le nouveau nom de l'entreprise dans les magazines masculins[source secondaire souhaitée].  En 1938, il ouvre un nouveau studio à Vienne, qu'il continue d'exploiter sous son propre nom après la Seconde Guerre mondiale.
Arthur Benda est mort d'un accident vasculaire cérébral en 1969.